# Mount Everest-lavinen 2014
Mount Everest-lavinen 2014 var en lavine, der fandt sted den 18. april 2014 på Mount Everest ved Everest Base Camp. Lavinen  dræbte 16 nepalesiske sherpanesiske bjergguider. Pr. 20. april 2014 var blot 13 af de omkomne fundet, og eftersøgningen efter de resterende tre blev afsluttet på grund af vanskelighederne og farerne som eftersøgningsmandskabet blev udsat for. Nogle sherpaer udtrykte stærk utilfredshed med den beskedne kompensation, som familierne til de omkomne blev tilbudt fra myndighederne og indstillede yderligere aktiviteter for resten af sæsonen.

## Lavinen
Omkring klokken 06.45 lokal tid fandt en lavine sted på sydsiden af Mount Everest i en højde af 5.791 moh.  Lavinen fandt sted på en af de populære opstigningsruter på vej mod gletsjerne i Khumbudalen, ikke lang fra Unna Base Camp. En række ustabile isblokke i og over gletsjerne gør, at bjergbestigerne forsøger at forcere området tidligt om morgenen, før temperaturen stiger. Ca. 30 personer, primært sherpa-guider, blev begravet ved lavinen, der blev udløst af faldende isblokke fra den vestlige kant af Mount Everest over gletsjerne.

## Omkomne
| Døde                   |
| ---------------------- |
| Mingma Nuru Sherpa     |
| Dorji Sherpa           |
| Ang Tshiri Sherpa      |
| Nima Sherpa            |
| Phurba Ongyal Sherpa   |
| Lakpa Tenjing Sherpa   |
| Chhiring Ongchu Sherpa |
| Dorjee Khatri          |
| Then Dorjee Sherpa     |
| Phur Temba Sherpa      |
| Pasang Karma Sherpa    |
| Asman Tamang           |
| Tenzing Chottar Sherpa |
| Ankaji Sherpa          |
| Pem Tenji Sherpa       |
| Ash Bahadur Gurung     |

16 personer døde i lavinen. 13 af disse var fundet den 20. april 2014, hvor den videre eftersøgning blev indstillet som følge af, at det videre arbejde var for risikabelt. De resterende tre omkomne var begravet under 80 til 100 meter med is og sne, og yderligere snefald gjorde videre eftersøgning usikker.  Ni andre bjergbestigere blev skadet i lavinen, hvoraf de tre måtte have akuthjælp på hospital.
Mere end 200 personer er omkommet under bestigning af Mount Everest, men denne ulykke er den største enkeltulykke i historien og overgår ulykken i 1996, da otte udenlandske bjergbestigere døde.

## Reaktioner
I tillæg til de obligatoriske forsikringer, der udbetaler 10.000 USD til sherpaernes familier, har den nepalesiske regering tilbudt erstatning på 40.000 nepalesiske rupies som en umiddelbar hjælp til ofrenes nærmeste pårørende. Myndighedenes tilbud vil alene dække begravelsesomkostningerne, hvilket sherpaene reagerede kraftig imod, og deres organisation, Nepal Mountaineering Association, protesterede. Organisationen oplyste, at arbejdet ville blive nedlagt, om ikke hele forsikringssummen ville blive udbetalt til familierne til de omkomne, skaderne og de savnede. De krævede endvidere et mindested for de omkomne, en fordobling af forsikringsdækningen til 20.000 dollar og at den medicinske behandling skulle betales af myndighederne.
Den 21. april blev otte af de omkomne kørt ceremonielt gennem Kathmandu før de blev kremeret i en buddhistisk ceremoni.
Den 22. april besluttede de, at aflyse hele klatresæsonen for 2014. De udenlandske bjergbestigere i området besluttede sig for at forlade dette, da de blev udsat for trusler fra militante sherpaer, der truede med voldelige aktioner mod udenlandske bjergbestigere og mod de sherpaer, der fortsat ønskede at arbejde på bjerget. Ulykken blev brugt i en politisk kamp mod myndighedene i Nepal.